# نازيللي
نازيللي (بالتركية: Nazilli)‏ بلدة تقع إدارياً ضمن أيدين في تركيا. تعتمد نازيللي للبريد على الرمز البريدي 09800 - 09900.

## أعلام
- محمد حقي النازلي
- أوزلم شارشي أوغلو
- بتول كيزلوك باولي

## وصلات خارجية
- الموقع الرسمي